# 欧洲IP网络资源协调中心
欧洲IP网络资源协调中心（Réseaux IP Européens Network Coordination Centre，缩写作 RIPE NCC），全球五大区域性互联网注册管理机构之一， 是负责管理欧洲、西亚、前苏联地区Internet资源的区域互联网注册管理机构。总部设在荷兰阿姆斯特丹，并有一个在杜拜的分支机构。